# Brachydesmus langhofferi
Brachydesmus langhofferi är en mångfotingart som beskrevs av Karl Wilhelm Verhoeff 1929. Brachydesmus langhofferi ingår i släktet Brachydesmus och familjen plattdubbelfotingar. Inga underarter finns listade i Catalogue of Life.